# Previs Vorsorge
Die Previs Vorsorge ist eine unabhängige Pensionskasse mit Sitz in Bern. Sie ist in der Rechtsform der Stiftung organisiert. Die Previs ist branchenoffen und ermöglicht flexible Vorsorgelösungen im Bereich der 2. Säule (berufliche Vorsorge). 1'250 Arbeitgebende mit rund 45'000 Versicherten und Rentnern sind der Sammelstiftung angeschlossen. 

## Geschichte
Mit öffentlicher Urkunde vom 13. Januar 1988 hat der Verband Bernischer Gemeinden VBG als Stifter die Pensionskasse für das Personal Bernischer Gemeinden (PkbG) errichtet. 2004 erfolgte der Namenswechsel in Previs Personalvorsorgestiftung Service Public.
Mit der Umwandlung der Gemeinschaftseinrichtung in eine Sammeleinrichtung erfuhren die Stiftungsurkunde – durch die Genehmigung der Bernischen BVG- und Stiftungsaufsicht (BBSA) vom 31. Oktober 2013 – sowie der Eintrag ins Handelsregister (HR) mit Datum 18. Dezember 2013 eine Änderung. Gleichzeitig wurde der Stiftungsname in Previs Vorsorge gewechselt. Im Jahr 2017 fusionierte die Previs mit der Comunitas Vorsorgestiftung. Die Genehmigung der Bernischen BVG- und Stiftungsaufsicht BBSA und der HR-Eintrag erfolgten im November 2017. Mit dem Wechsel des Stiftungssitzes von der Gemeinde Köniz in die Gemeinde Bern im Jahr 2018 erfolgte eine Anpassung der Stiftungsurkunde und des Handelsregister-Eintrags. 

## Rechtsgrundlage
Die gesetzlichen Grundlagen bilden das Bundesgesetz über die berufliche Alters-, Hinterlassenen- und Invalidenvorsorge, das Bundesgesetz über die Freizügigkeit in der beruflichen Alters-, Hinterlassenen- und Invalidenvorsorge sowie die dazugehörigen Verordnungen. Zu den Rechtsgrundlagen zählen im Weiteren die Stiftungsurkunde sowie die Reglemente der Previs Vorsorge.

## Organisation
Oberstes Organ ist der Stiftungsrat. Er verantwortet die strategische Führung der Stiftung. Der Stiftungsrat besteht aus acht bis zwölf Mitgliedern und setzt sich paritätisch aus Arbeitgebenden- und Arbeitnehmenden-Vertretungen zusammen. Die Delegiertenversammlung wählt, gestützt auf Art. 8.2 der Stiftungsurkunde, die Mitglieder und allfällige Ersatzmitglieder des Stiftungsrates oder beruft sie ab. 
Das operative Geschäft wird von der Geschäftsstelle ausgeführt. Die Geschäftsleitung besteht aus einem hauptamtlichen Geschäftsführer und vier weiteren Geschäftsleitungsmitgliedern. Auf der Geschäftsstelle sind rund 90 Mitarbeitende tätig.
Im Organisationsreglement der Previs sind die Bestimmungen zur Corporate Governance, zur Organisation, den Geschäftstätigkeiten sowie zu den verschiedenen Funktionstragenden geregelt.

## Vorsorgewerke
Die Vorsorgelösungen sind in verschiedenen Vorsorgewerken organisiert. Diese verfügen über eine eigene versicherungstechnische Bilanz, eine eigene Jahresrechnung und einen eigenen Deckungsgrad. Jedem Vorsorgewerk steht eine paritätische Vorsorgekommission, bestehend aus Arbeitgebenden- und Arbeitnehmenden-Vertretern, vor. Diese entscheidet in Abstimmung mit dem Stiftungsrat über die Wahl der Anlagestrategie, den Umwandlungssatz, die Verzinsung der Altersguthaben sowie bei Bedarf über die Festlegung von allfälligen Sanierungsmassnahmen.